# 60e division (armée impériale japonaise)
Pour les articles homonymes, voir 60e division.
La 60e division (第60師団, Dai-roku-jū shidan) est une unité d'infanterie de l'armée impériale japonaise basée à Shanghai durant la Seconde Guerre mondiale. Son nom de code est Division Pique (矛兵団, Hoko-heidan). Elle est créée le 2 février 1942 en tant que division de sécurité (classe C), en même temps que les 58e et 59e divisions. Son unité centrale est la 11e brigade mixte indépendante (en). En tant que division de sécurité, son épine dorsale est composée de bataillons d'infanterie indépendants et ne comprend pas de régiment d'artillerie. Elle recrute à Sakura dans la préfecture de Chiba et est affectée en permanence à la 13e armée.

## Histoire
Peu après sa formation, la 60e division est chargée des missions de sécurité de la 11e brigade mixte indépendante. Sa zone de responsabilité s'étend de Shanghai à Suzhou. Le 10 août 1944, la 89e brigade mixte indépendante est séparée de la 60e division à Jinhua. La division est toujours en train de construire des fortifications dans l'attente d'un débarquement des Alliés à Shanghai lors de la reddition du Japon le 15 août 1945.
Par la suite, la 60e division embarque sur des navires à Shanghai et retourne à Sasebo et Fukuoka. Elle est complètement dissoute le 6 juin 1946.